# محمدان
محمدان هو لاعب كرة قدم إندونيسي في مركزي الوسط والدفاع، ولد في 21 أغسطس 1977 في دنباسار في إندونيسيا. لعب مع Persiba Balikpapan ‏.

## وصلات خارجية
- محمدان على موقع قاعدة بيانات كرة القدم.إي يو (الإنجليزية)
- محمدان على موقع Soccerway.com (الإنجليزية)